# Gustaf Malmström
Gustaf Malmström (Malmö, Suecia, 4 de julio de 1884-ídem, 24 de diciembre de 1970) fue un deportista sueco especialista en lucha grecorromana donde llegó a ser subcampeón olímpico en Estocolmo 1912.

## Carrera deportiva
En los Juegos Olímpicos de 1912 celebrados en Estocolmo ganó la medalla de plata en lucha grecorromana estilo peso ligero, tras el finlandés Emil Väre y por delante de su paisano sueco Edvin Mattiasson (bronce).